# جامعة لوكهافن في بنسلفانيا
جامعة لوكهافن في بنسلفانيا (بالإنجليزية: Lock Haven University of Pennsylvania)‏ هي جامعة عامة في لوك هيفن، بنسلفانيا.